# ماتیو کیلگالون
ماتیو کیلگالون (انگلیسی: Matthew Kilgallon؛ زادهٔ ۸ ژانویهٔ ۱۹۸۴) بازیکن فوتبال اهل بریتانیا است.
از باشگاه‌هایی که در آن بازی کرده است می‌توان به باشگاه فوتبال میدلزبرو، باشگاه فوتبال دونکستر راورز، باشگاه فوتبال بلکبرن روورز، باشگاه فوتبال ساندرلند، باشگاه فوتبال لیدز یونایتد، باشگاه فوتبال وستهام یونایتد، و باشگاه فوتبال شفیلد یونایتد اشاره کرد.
وی همچنین در تیم‌های ملی فوتبال زیر ۱۸ سال انگلستان، زیر ۱۹ سال انگلستان، زیر ۲۰ سال انگلستان، و زیر ۲۱ سال انگلستان بازی کرده است.